# Cronologia da Sexta República Brasileira
Esta é uma cronologia da Sexta República Brasileira da sua instauração até o fim da década de 2000.

## 1985
- 15 de março: O vice José Sarney assume a presidência da República.
- 21 de abril: Morre o presidente eleito Tancredo Neves.
- 17 de setembro: É criado o Parque Nacional da Chapada Diamantina.
- 15 de novembro: São realizadas as primeiras eleições diretas para prefeito.[1]

## 1986
- 28 de fevereiro: O Plano Cruzado é lançado pelo presidente Sarney.
- 16 de abril: O Congresso aprova o Plano Cruzado.
- 11 de agosto: A Volkswagen anuncia o fim da produção do Fusca.
- 31 de outubro: A Volkswagen anuncia a produção do último Fusca, de número 3 321 251.
- 15 de novembro: São realizadas as eleições para o poder legislativo estadual (assembleias legislativas), federal (Câmara dos Deputados e 2/3 do Senado Federal) e para os governos estaduais no país.[1]
- 21 de novembro: O segundo Plano Cruzado é anunciado pelo presidente Sarney.

## 1987
- 1 de fevereiro: É instalada a Assembleia Nacional Constituinte.
- 2 de fevereiro: Ulysses Guimarães é eleito presidente da Assembleia Constituinte.
- 5 de junho: Chico Mendes recebe o Global 500, oferecido pela ONU.
- 12 de junho: O presidente Sarney anuncia o lançamento do Plano Bresser.
- 13 de setembro: Ocorre o acidente radiológico de Goiânia, o mais grave do mundo, causado pelo Césio 137.
- 7 de dezembro: Brasília é declarada Patrimônio Cultural da Humanidade.

## 1988
- 6 de abril: Início da formação do Mercosul por Brasil, Argentina e Uruguai.
- 2 de junho: A Assembleia Nacional Constituinte aprova o mandato de cinco anos de Sarney.
- 24 de junho: O Partido da Social Democracia Brasileira (PSDB) é fundado.
- 22 de setembro: A Constituição brasileira é aprovada.
- 5 de outubro: É promulgada a sétima Constituição brasileira. O norte de Goiás é emancipado com a criação do estado do Tocantins. Os territórios do Amapá e de Roraima se tornam estados brasileiros.
- 29 de novembro: O Brasil e a Argentina assinam o Tratado de Integração, Cooperação e Desenvolvimento, que estipula um prazo para a criação de uma área de livre comércio entre os dois países.
- 22 de dezembro: O líder sindical seringalista, Chico Mendes, é assassinado a tiros na porta de sua casa, em Xapuri, Acre.

## 1989
- 15 de janeiro: É lançado o Plano Verão. O Cruzado Novo começa a circular.
- 1 de abril: O uso do cinto de segurança é tornado obrigatório.
- 18 de abril: O domínio de topo .br da Internet é registrado.[2][3]
- 15 de novembro: Ocorre o 1° turno das eleições presidenciais.
- 17 de dezembro: Ocorre o 2° turno das eleições presidenciais. Fernando Collor de Mello é eleito presidente com 35 milhões de votos válidos contra 31 milhões de Luiz Inácio Lula da Silva.

## 1990
- 7 de março: Morre o político comunista Luiz Carlos Prestes.
- 15 de março: Fernando Collor de Mello toma posse como o 32° presidente da República.
- 16 de março: O Plano Collor é lançado.[4]
- 11 de abril: O Congresso aprova o Plano Collor.
- 13 de julho: É criado o Estatuto da Criança e do Adolescente (ECA).
- 18 de setembro: Um cemitério secreto das vítimas da ditadura militar é descoberto na região de Perus, em São Paulo.
- 3 de dezembro: O presidente estadunidense George H. W. Bush visita o país.
- 16 de dezembro: O Acordo Ortográfico de 1990 é assinado pelo Brasil e outros países lusófonos.

## 1991
- 18 a 26 de janeiro: A segunda edição do festival de música Rock in Rio, é realizada no estádio do Maracanã.
- 31 de janeiro: O Plano Collor 2 é lançado.
- 11 de março: Entra em vigor o Código de Defesa do Consumidor.
- 26 de março: O Tratado de Assunção é assinado entre a Argentina, o Brasil, o Paraguai e o Uruguai, criando o Mercado Comum do Sul (Mercosul).
- 22 de abril: O Príncipe Charles e a Princesa Diana chegam ao país em visita por 4 dias.
- 18 de junho: A Agência Brasileiro-Argentina de Contabilidade e Controle de Materiais Nucleares (ABACC) é criada pelos governos do Brasil e da Argentina.
- 1 de agosto: O presidente da África do Sul, Nelson Mandela, chega ao país em visita por 6 dias.
- 12 de outubro: O Papa João Paulo II chega ao país em visita por 11 dias.
- 29 de novembro: Entra em vigor o Tratado de Assunção, com o intuito de criar um mercado comum entre os países acordados formando então, o que popularmente foi chamado de Mercosul.

## 1992
- 3 a 14 de junho: A ECO-92, mais conhecida a Conferência das Nações Unidas para o Meio Ambiente e o Desenvolvimento (CNUMAD), é realizada no Rio de Janeiro.
- 29 de setembro: A Câmara dos Deputados aprova o impeachment do presidente Fernando Collor.
- 30 de setembro: Fernando Collor de Melo recorre ao Senado Federal para evitar sua cassação.
- 1.º de outubro: Presidente Fernando Collor é afastado temporariamente do cargo e deixa o Palácio do Planalto, em Brasília.
- 2 de outubro: Itamar Franco assume interinamente a Presidência da República do Brasil.
- 2 de outubro: O massacre do Carandiru deixa 111 detentos mortos pela Polícia Militar do Estado de São Paulo, liderada pelo coronel Ubiratan Guimarães, na cidade de São Paulo.
- 12 de outubro: Morrem o deputado Ulysses Guimarães e sua esposa, D. Mora, de acidente de helicóptero no largo de Angra dos Reis (RJ). O corpo do deputado, no entanto, nunca foi encontrado.
- 29 de dezembro: Fernando Collor de Mello renuncia ao cargo da Presidência por causa do processo de impeachment. Itamar Franco toma posse como o 33° presidente da República.

## 1993
- 21 de abril: É realizado o Plebiscito de 1993 sobre a forma e sistema de governo.
- 19 de maio: Eliseu Resende deixa o Ministério da Fazenda e Fernando Henrique Cardoso assume o cargo.
- 23 de julho: Ocorre a Chacina da Candelária, que deixa seis menores e dois maiores sem-tetos assassinados por policiais militares na cidade do Rio de Janeiro.
- 1 de agosto: A moeda brasileira passa a Cruzeiro Real, equivalente a mil cruzeiros.
- 20 de agosto: Seiscentos garimpeiros brasileiros matam 30 índios ianomanis, incluindo dez crianças.
- 29 de agosto: A Chacina de Vigário Geral, no Rio de Janeiro, deixa 21 pessoas mortas.
- 31 de agosto: É fundado a organização criminosa brasileira Primeiro Comando da Capital.
- 20 de outubro: Início da CPI do Orçamento.
- 7 de dezembro: O ministro da Fazenda, Fernando Henrique Cardoso, anuncia o programa de estabilização econômica. O chamado Plano Real cria a URV (Unidade Real de Valor), indexador que será base para a nova moeda, o Real.

## 1994
- 7 de janeiro: PC Farias, o tesoureiro da campanha eleitoral de Fernando Collor, é condenado a quatro anos de prisão.
- 28 de fevereiro: A Unidade Real de Valor (URV), que altera diariamente o valor da moeda corrente e equivale CR$ 2 750,00, é lançada.
- 3 de março: Fernando Henrique Cardoso deixa o Ministério da Fazenda de Itamar Franco para ser candidato a presidente. Assume Rubens Ricupero em seu lugar.
- 1 de julho: A moeda brasileira, o Real começa a circular.
- 1.º de setembro: Estoura o Escândalo da parabólica.
- 15 de outubro: Fernando Henrique Cardoso é eleito presidente no primeiro turno com 34 364 961 votos contra 17 122 127 de Luiz Inácio Lula da Silva, do Partido dos Trabalhadores.
- 15 de novembro: Ocorrem as eleições de 2° turno para governador.
- 17 de dezembro: é assinado o Protocolo de Ouro Preto um dos textos fundacionais e a primeira modificação do Tratado de Assunção que estabelece as bases institucionais para o Mercosul.
- 20 de dezembro: Inicia a operação comercial da Internet no país.

## 1995
- 1 de janeiro: Fernando Henrique Cardoso toma posse como o 34° presidente da República.
- 8 de fevereiro: O Supremo Tribunal Federal confirma a extradição do ex-presidente da Bolívia, Luis García Meza, condenado pela Justiça de seu país a 30 anos de prisão por tortura e assassinato de presos políticos.[5]
- 12 de fevereiro: A primeira eleição totalmente informatizada no país ocorre em Xaxim, Santa Catarina.[6]
- 19 de julho: O presidente Fernando Henrique Cardoso inicia uma visita oficial de quatro dias a Portugal.
- 9 de agosto: Conflito entre camponeses sem-terra e policiais em Corumbiara, Rondônia, resulta em 12 mortos, no que ficou conhecido como o Massacre de Corumbiara.
- 14 de setembro: O Partido Progressista Brasileiro é criado.
- 28 de novembro: O Plano Nacional de Telecomunicações é lançado.[5]

## 1996
- 20 de janeiro: A cidade mineira de Varginha é supostamente visitada por seres extraterrestres.
- 5 de março: Cerca de três mil famílias do Movimento dos Trabalhadores Rurais sem Terra (MST) promovem maior ocupação de terras no Brasil, ao tomar a Fazenda Macaxeira, no estado do Pará.
- 17 de abril: O Massacre de Eldorado dos Carajás deixa 19 sem-terra mortos pela Polícia Militar do Estado do Pará.
- 29 de junho: Temperatura mais baixa registrada no Brasil: -17,8 °C, no Morro da Igreja, município de Urubici, SC.
- 15 de julho: O governo brasileiro sanciona lei que proíbe o fumo em ambientes públicos fechados.[7]
- 3 de outubro: Ocorre o 1.º turno das eleições municipais.
- 31 de outubro: O voo TAM 402 da companhia aérea TAM, cai a 2 km de distância do Aeroporto de Congonhas, sobre casas no bairro do Jabaquara, zona sul de São Paulo, matando 99 pessoas.
- 15 de novembro: Ocorre o 2.º turno das eleições municipais.

## 1997
- 1 de janeiro: Celso Pitta, de São Paulo, Luiz Paulo Conde, do Rio de Janeiro e os outros prefeitos tomam posse.
- 23 de janeiro: O ator Guilherme de Pádua é condenado a 19 anos de prisão pelo assassinato da atriz Daniella Perez.[8]
- 28 de janeiro: A emenda da reeleição é aprovada no primeiro turno pela Câmara Federal.[8]
- 9 de fevereiro: Antônio Carlos Magalhães é eleito presidente do Senado Federal.[8]
- 12 de fevereiro: A Unidos do Viradouro é campeã do Carnaval do Rio de Janeiro e a X-9 Paulistana, a campeã do Carnaval de São Paulo.[9][10][11]
- 7 de março: O Rio de Janeiro, candidato à cidade-sede dos Jogos Olímpicos de Verão de 2004, é desclassificado pelo Comitê Olímpico Internacional.[12]
- 20 de abril: Cinco jovens de classe média de Brasília ateiam fogo ao corpo do cacique pataxó Galdino Jesus dos Santos, que morre por causa das queimaduras.
- 21 de abril: Um incêndio deflagra no Palácio das Artes, em Belo Horizonte.
- 6 de maio: A mineradora estatal do país, Companhia Vale do Rio Doce, é privatizada.[13]
- 13 de maio: Reveladas gravações em que dois deputados federais do Acre, Ronivon Santiago e João Maia, dizem que venderam voto a favor da emenda da reeleição por 200 mil reais.[8]
- 16 de maio: Paula Thomaz, mulher de Guilherme de Pádua, é condenada a 18 anos de prisão pelo assassinato de Daniella Perez.
- 22 de maio: Os deputados federais do Acre, Ronivon Santiago e João Maia renunciam ao mandato para escapar da cassação.
- 4 de junho: A emenda da reeleição é aprovada no segundo turno pela Senado Federal.[14]
- 8 de junho: O tenista Gustavo Kuerten conquista o primeiro título de Roland Garros, vencendo o espanhol Sergi Bruguera por 3 sets a 0.[15][16]
- 23 de setembro: O Código de Trânsito Brasileiro é instituído pela Lei n° 9.503.
- 2 de outubro: Papa João Paulo II chega ao Rio de Janeiro para sua terceira visita ao país.
- 5 de outubro: Papa João Paulo II termina sua terceira visita ao país.
- 13 a 15 de outubro: O presidente dos Estados Unidos, Bill Clinton, visita o Morro da Mangueira, no Rio de Janeiro.
- 26 de outubro: A crise chega ao Brasil: A Bovespa (atual B3) fecha com queda de 14,9%, a maior desde o Plano Collor de 1990.[14]

## 1998
- 22 de fevereiro: O desabamento do edifício Palace II, devido à falhas na estrutura, mata oito pessoas, na Barra da Tijuca, no Rio de Janeiro.
- 4 de outubro: Ocorre a eleição presidencial. Fernando Henrique Cardoso é reeleito presidente da República, derrotando no primeiro turno com 35 936 382 votos contra 21 475 211 de Luiz Inácio Lula da Silva, do PT.

## 1999
- 1 de janeiro: Fernando Henrique Cardoso toma posse como o presidente da República pelo segundo mandato.
- 11 de março: Um blecaute atinge dez estados brasileiros nas regiões Sul, Sudeste e Centro-Oeste do país, em parte da Argentina, Uruguai e Paraguai, sendo considerado o maior apagão ocorrido no Brasil.
- 8 de abril: A CPI do Judiciário é criada no Senado Federal.[17]
- 10 de junho: O Ministério da Defesa é criado pelo presidente Fernando Henrique Cardoso.[17]

## 2000
- 18 de janeiro: Vazamento de cerca de 1,3 milhões de litros de óleo combustível na Baía de Guanabara.
- 10 de março: Nicéia Pitta denuncia seu ex-marido e prefeito de São Paulo, Celso Pitta, por corrupção.
- 11 de junho: O tenista Gustavo Kuerten conquista o bicampeonato de Roland Garros, ao vencer o sueco Magnus Norman por 3 sets a 1.[18]
- 12 de junho: Sandro Barbosa do Nascimento, sobrevivente do massacre da Candelária, sequestra o ônibus 174, no Rio de Janeiro.
- 1 de outubro: Ocorrem as eleições para prefeito em todo o país.
- 8 de dezembro: O juiz aposentado Nicolau dos Santos Neto é preso depois de 8 meses foragido.

## 2001
- 12 a 14 e 18 a 21 de janeiro: A terceira edição do festival de música, o Rock in Rio, é realizada no Rio de Janeiro.
- 2 de fevereiro: Os Estados Unidos e o Canadá suspendem a importação de carne bovina brasileira por causa da doença da vaca louca.[19]
- 14 de fevereiro: Após os escândalos, Jader Barbalho é eleito presidente do Senado Federal com o voto de 41 dos 81 senadores.[19][20]
- 18 de fevereiro: Vinte mil detentos se rebelam simultaneamente em 25 presídios de 22 cidades de São Paulo, no maior motim do sistema carcerário do país.[19]
- 28 de fevereiro: A Imperatriz Leopoldinense conquista o bicampeonato do Carnaval do Rio de Janeiro.[19]
- 6 de março: O governador de São Paulo, Mário Covas (PSDB) morre em São Paulo em decorrência de falência múltipla dos órgãos.[21] O vice-governador, Geraldo Alckmin (PSDB) assume o cargo em função da linha sucessória.[22]
- 15 de março: Três explosões destroem a P-36, a maior plataforma de produção de petróleo do mundo, pertencente à Petrobras, na Bacia de Campos, matando 11 funcionários.[19]
- 20 de março: A Plataforma P-36 afunda.[19]
- 21 de março: Presidente Fernando Henrique Cardoso anuncia o acordo para pagamento das perdas impostas ao Fundo de Garantia do Tempo de Serviço pelos Planos Verão de 1989 e Collor de 1990.[19]
- 21 de abril: O traficante brasileiro Luiz Fernando da Costa, mais conhecido como Fernandinho Beira-Mar, é preso pelo Exército colombiano da cidade de Maranduba.[19]
- 7 de maio: Depois de 35 anos foragido pela Justiça britânica, Ronald Biggs deixa o Rio de Janeiro e desembarca em Londres, onde é preso.[19]
- 9 de maio: Segundo o Censo 2000, o país tem uma população de 169 590 693 habitantes, sendo a quinta maior população do mundo.[19]
- 18 de maio: Governo Federal anuncia o plano de racionamento de energia.[19]
- 10 de junho: O tenista Gustavo Kuerten conquista o tricampeonato de Roland Garros.[19]
- 30 de junho: O coronel da Polícia Militar do Estado de São Paulo, Ubiratan Guimarães é condenado a 632 anos de prisão pelo Massacre do Carandiru de 1992.[19]
- 30 de julho: Tony Blair, primeiro-ministro inglês, visita o país.
- 18 de setembro: Jader Barbalho renuncia ao cargo de presidente do Senado Federal, que é assumido por Ramez Tebet.
- 16 de outubro: O Projeto Fome Zero é lançado por Luiz Inácio Lula da Silva em Brasília.
- 26 de novembro: Em São Paulo, 106 presos fogem da prisão de Casa de Detenção de São Paulo, a maior fuga de sua história.
- 6 de dezembro: Peter Blake, velejador neozelandês, é assassinado à noite durante o assalto no Amapá.

## 2002
- 18 de janeiro: O prefeito de Santo André, Celso Daniel, é sequestrado na zona sul da cidade de São Paulo.[23]
- 20 de janeiro: O prefeito de Santo André, Celso Daniel, é encontrado morto, com vários tiros de pistola, em Juquitiba, São Paulo.[23]
- 2 de fevereiro: O publicitário Washington Olivetto é libertado após 53 dias de sequestro, no Brooklin, na zona sul de São Paulo.[23]
- 13 de fevereiro: A Estação Primeira de Mangueira é a campeã do Carnaval do Rio de Janeiro.[23]
- 19 de fevereiro: Presidente Fernando Cardoso Henrique anuncia o fim do racionamento de energia para o dia 28 de fevereiro.
- 28 de fevereiro: Termina o racionamento de energia no Sudeste, Centro-Oeste e Nordeste do país.[23]
- 4 de março: Príncipe Charles visita o país.
- 19 de maio: Madre Paulina é canonizada pelo Papa João Paulo II como a primeira santa brasileira.[23]
- 2 de junho: O jornalista da Rede Globo, Tim Lopes, é capturado pelos traficantes na favela da Vila Cruzeiro, no Rio de Janeiro.[23]
- 9 de junho: A Polícia Militar do Estado do Rio de Janeiro confirma a morte do jornalista Tim Lopes, sequestrado pelos traficantes.[23]
- 30 de junho: A Seleção Brasileira de Futebol vence a Alemanha por 2 a 0 com dois gols de Ronaldo e é a pentacampeã da Copa do Mundo FIFA.[23]
- 6 de outubro: Luiz Inácio Lula da Silva e José Serra passam para o segundo turno das eleições presidenciais do país.
- 27 de outubro: Luiz Inácio Lula da Silva, do PT, é eleito presidente da República, vencendo o segundo turno com 52 793 364 votos, a maior votação da história, contra 33 370 739 de José Serra, do PSDB.
- 1 de novembro: A estudante Suzane von Richthofen, seu namorado, Daniel Cravinhos, e o irmão dele, Cristian Cravinhos, matam com bastões de ferro e madeira os pais da jovem, Manfred Albert Freiherr von Richthofen e Marísia von Richthofen.[23]
- 2 de dezembro: Em sua primeira viagem ao exterior como Presidente eleito, Lula visita a Argentina. No dia seguinte, visita o Chile.
- 8 de dezembro: Três dos sete pavilhões da Casa de Detenção de São Paulo são demolidos.[23]

## 2003
- 1 de janeiro: Luiz Inácio Lula da Silva toma posse como o 35° presidente da República. Os 27 governadores brasileiros tomam posse.[24]
- 11 de janeiro: Entra em vigor o Código Civil Brasileiro.[24]
- 23 de janeiro: O 3°Fórum Social Mundial é aberto em Porto Alegre.[24]
- 30 de janeiro: O Programa Fome Zero é lançado pelo Governo Lula, em Brasília.[24]
- 1 de fevereiro: José Sarney, ex-presidente da República, é eleito presidente do Senado. Senadores e deputados tomam posse.[24]
- 4 de março: A Gaviões da Fiel vence o Carnaval de São Paulo.[24]
- 5 de março: A Beija-Flor de Nilópolis vence o Carnaval do Rio de Janeiro.[24]
- 24 de março: O médico Eugênio Chipkevitch, acusado de cometer pedofilia contra os próprios pacientes, é condenado a 124 anos de prisão.
- 31 de março: O presidente Luiz Inácio Lula da Silva anuncia o aumento do salário mínimo de 200 para 240 reais.
- 22 de agosto: Acidente de Alcântara: Uma enorme explosão destrói o foguete brasileiro VLS-1 em sua plataforma de lançamento no Centro de Lançamento de Alcântara durante os preparativos para o lançamento, matando 21 técnicos civis.
- 1 de outubro: O Estatuto do Idoso é aprovado pelo Governo Lula.
- 19 de outubro: Começa o horário de verão no país.
- 23 de dezembro: Entra em vigor o Estatuto do Desarmamento.

## 2004
- 13 de fevereiro: O assessor da Casa Civil, Waldomiro Diniz, é flagrado num vídeo negociando propina em 2002 com um empresário de jogos Carlos Augusto Ramos, o Carlinhos Cachoeira, iniciando a primeira crise política do presidente Lula no país.
- 28 de março: O Furacão Catarina atinge os estados de Santa Catarina e do Rio Grande do Sul, deixando 2 mortos e mais de 60 feridos.[25]
- 15 de abril: O Exame Nacional de Desempenho dos Estudantes é criado pelo Governo Lula e substitui o Exame Nacional de Cursos.[25]
- 30 de abril: Governo anuncia que o reajuste do salário mínimo passa de R$ 240,00 para R$ 260,00.[25]
- 19 de maio: A Polícia Federal prende 14 acusados de fraudes na compra de medicamentos em sua maioria na àrea de hemoderivados para o Ministério da Saúde, na Operação Vampiro.[25]
- 28 de maio: Um grupo de 161 militares brasileiros embarca para o Haiti para integrar missão da ONU.[25]
- 18 de julho: A Seleção Brasileira de Voleibol Masculino é a tetracampeã da Liga Mundial.[25]
- 3 de agosto: O Tribunal Superior Eleitoral cassa o mandato do governador de Roraima, Francisco Flamarion Portela, acusado de um escândalo derivado da compra de votos nas eleições.[25]
- 22 de agosto: O iatista Robert Scheidt conquista a primeira medalha de ouro dos Jogos Olímpicos de Verão na classe Laser.[25]
- 29 de agosto: A Seleção Brasileira de Voleibol Masculino se torna a bicampeã olímpica ao vencer a Itália por 3 sets a 1.[25]
- 3 de outubro: Ocorre o primeiro turno das eleições para prefeitos e vereadores de todo o país.
- 31 de outubro: Ocorre o segundo turno das eleições para prefeitos e vereadores de todo o país.
- 14 de dezembro: A Lei de Falências é aprovada pelo Congresso Nacional.[25]

## 2005
- 1 de janeiro: Os prefeitos de cidades brasileiras tomam posse.
- 12 de fevereiro: A missionária americana Dorothy Stang é assassinada com seis tiros na cidade de Anapu, no Pará.
- 14 de maio: Uma reportagem da revista Veja revela denúncia contra o diretor dos Correios, Maurício Marinho, filmado e gravado embolsando um pacote de dinheiro dado por um corruptor.[26]
- 6 de junho: Em entrevista ao jornal Folha de S. Paulo, o deputado Roberto Jefferson denuncia o Escândalo do Mensalão, a maior crise política do Governo Lula.
- 22 de julho: O eletricista brasileiro Jean Charles de Menezes, confundido com um terrorista suicida dos ataques do dia 7 de julho, é morto pela polícia metropolitana londrina por engano, na estação de metrô de Stockwell, Londres.
- 5 a 6 de agosto: Uma quadrilha composta de 23 membros leva cerca de 165 milhões de reais do caixa-forte da agência do Banco Central de Fortaleza, sendo o maior roubo a banco da história do país.[27]
- 14 de setembro: A Câmara aprova a cassação do mandato do deputado federal, Roberto Jefferson, envolvido no Escândalo do Mensalão.[27]
- 23 de outubro: Realizado no Referendo sobre a proibição da comercialização de armas de fogo e munições, no qual o Não vence com 59 109 265 votos contra o Sim com 33 333 045.
- 30 de novembro: A Câmara aprova a cassação do mandato do deputado federal, José Dirceu, envolvido no Escândalo do Mensalão.[27]

## 2006
- 13 de fevereiro: Irrompe a pior crise financeira da PUC-SP em seus 60 anos de existência, forçando uma das maiores demissões em massa de docentes universitários da história do Brasil.
- 20 a 21 de fevereiro: Show da banda irlandesa U2 acontece no país.
- 20 de março: O Museu da Língua Portuguesa é inaugurada na Cidade de São Paulo.
- 23 de março: O caseiro Francenildo Santos Costa denuncia o Ministro da Fazenda, Antonio Palocci.[28]
- 27 de março: O Ministro da Fazenda, Antonio Palocci, pede afastamento do cargo devido às denúncias de quebra ilegal de sigilo bancário do caseiro Francenildo Santos Costa, seu acusador na CPI dos Bingos, sendo substituído por Guido Mantega.[29]
- 29 de março: Marcos Pontes torna-se o primeiro astronauta brasileiro a ir para o espaço.
- 30 de março: Cláudio Lembo toma posse o governador do estado de São Paulo.
- 7 e 8 de abril: Terceira edição do Planet Pop Festival ocorre em São Paulo.
- 10 de abril: Termina a CPI dos Correios.[28]
- 26 de abril: O Dalai Lama faz visita ao Brasil.
- 12 a 15 de maio: Ataques e rebeliões espalhadas pelos estados de São Paulo, Paraná e Mato Grosso do Sul, atribuídos ao PCC, deixam mais de cem mortos.
- 20 de maio: O presidente Lula cria por decreto a Reserva Biológica das Perobas, no Paraná.
- 22 de julho: Suzane von Richthofen e Daniel Cravinhos são condenados a 39 anos e seis meses de prisão.
- 7 de agosto: A Lei Maria da Penha é sancionada pelo Presidente Lula.
- 12 de agosto: Uma equipe da Rede Globo é sequestrada pela facção criminosa PCC. No dia seguinte, é libertada.
- 22 de setembro: A Lei Maria da Penha entra em vigor.
- 29 de setembro: Desastre do Voo Gol 1907, em que morrem todas as 154 pessoas a bordo, no estado do Mato Grosso. O avião se colide contra um Embraer Legacy 600.
- 1 de outubro: Ocorre o 1° turno das eleições para presidente e vice, para governadores e vice e para deputados federais.
- 29 de outubro: Ocorre o 2° turno das eleições presidenciais diretas. Luiz Inácio Lula da Silva é reeleito presidente no segundo turno com 58 295 042 votos contra 37 543 178 de Geraldo Alckmin, do PSDB.
- 1 de novembro: Colapso no sistema aéreo brasileiro provoca atrasos nos aeroportos do país inteiro.
- 28 de dezembro: Irrompe uma onda de violência no Rio de Janeiro, com ataques a ônibus e delegacias de polícia.

## 2007
- 12 de janeiro: Tragédia nas obras da construção da Estação Pinheiros da Linha 4 - Amarela do Metrô de São Paulo mata 7 pessoas.
- 28 de janeiro: O Programa de Aceleração do Crescimento (PAC), um plano de políticas econômicas, é lançado pelo governo federal.[30]
- 8 de março: O presidente dos Estados Unidos, George W. Bush, chega ao país para uma reunião com o presidente Lula, em São Paulo.
- 3 de maio: Ocorrem as greves em universidades públicas no país.
- 9 de maio: O Papa Bento XVI começa visitando as cidades de São Paulo e Aparecida.
- 13 de maio: Termina a visita do Papa Bento XVI ao país.
- 27 de junho: A Polícia Militar do Estado do Rio de Janeiro invade as favelas e é a maior operação realizada no complexo, um episódio recordado como o Massacre no Complexo do Alemão.
- 7 de julho: O Cristo Redentor é eleito uma das novas sete maravilhas do mundo, em Lisboa, Portugal.
- 13 de julho: Iniciam-se os XV Jogos Pan-Americanos, realizados no Rio de Janeiro.
- 17 de julho: Desastre do voo TAM 3054, em que morrem as 199 pessoas. O avião colide contra um depósito da TAM Express no Aeroporto Internacional de Congonhas.
- 29 de julho: Terminam os XV Jogos Pan-Americanos no Rio de Janeiro.
- 30 de outubro: O Brasil é anunciado oficialmente como país-sede da Copa do Mundo FIFA de 2014.
- 8 de novembro: Petrobras anuncia descoberta de bacia gigante de petróleo e gás no litoral de Santos, estimada em seis bilhões de barris, transformando o Brasil numa nação exportadora de petróleo.
- 2 de dezembro: A primeira transmissão oficial de sinal de televisão digital no país ocorre às 21h20, na Sala São Paulo, na cidade de São Paulo.
- 20 de dezembro: As pinturas Retrato de Suzanne Bloch, de Pablo Picasso, e O Lavrador de Café, de Cândido Portinari são roubadas do acervo do MASP, em São Paulo.

## 2008
- 8 de janeiro: São recuperadas as pinturas Retrato de Suzanne Bloch, de Pablo Picasso e O Lavrador de Café, de Cândido Portinari, roubadas do MASP.
- 23 de janeiro: Tem início o escândalo dos cartões corporativos.
- 3 de abril: Cerca de 150 estudantes invadem a reitoria da Universidade de Brasília e exigem a saída do reitor Timothy Mulholland, envolvido num escândalo de desvio de verbas.
- 22 de abril: Um terremoto de 5,2 graus na escala de magnitude de momento atinge os estados de São Paulo, Rio de Janeiro, Paraná, Santa Catarina e sul de Minas Gerais.[31]
- 13 de maio: A Ministra do Meio Ambiente Marina Silva entrega pedido de demissão ao presidente Lula.
- 18 de junho: Naruhito, príncipe-herdeiro do trono do Japão, visita o país durante a comemoração do centenário da imigração japonesa ao Brasil.
- 19 de junho: Aprovada a chamada lei seca.
- 24 de junho: Morre a 34.ª primeira-dama do brasil (1995-2002) Ruth Cardoso, esposa do ex-presidente Fernando Henrique Cardoso, vítima de arritmia.[32]
- 8 de julho: Deflagrada a Operação Satiagraha.
- 17 de julho: Chega ao país o banqueiro Salvatore Cacciola, após ser extraditado de Mônaco, onde esteve preso desde setembro de 2007. Cacciola estava foragido há oito anos e foi condenado à 13 de prisão por crimes de corrupção.
- 31 de julho: Governo federal abre debate sobre a possibilidade de responsabilizar envolvidos em crimes de tortura durante a ditadura militar.
- 12 de agosto: Assembleia Legislativa do Rio de Janeiro cassa mandato do deputado Álvaro Lins por quebra de decoro.
- 29 de setembro: O Decreto de Acordo Ortográfico é assinado pelo presidente Lula na sede da ABL, no Rio de Janeiro.[33]
- 5 de outubro: Ocorre o 1° turno das eleições municipais.
- 26 de outubro: Ocorre o 2° turno das eleições municipais.
- 15 de novembro: Concedida anistia política ao presidente João Goulart, deposto pelo golpe de 1964.
- 20 de novembro: Por unanimidade, Tribunal Superior Eleitoral cassa mandato de Cássio Cunha Lima, governador da Paraíba.
- 2 de dezembro: Daniel Dantas é condenado a dez anos de prisão por tentar subornar um policial federal a retirar seu nome da lista de investigados pela Operação Satiagraha.
- 9 de dezembro: Deflagrada a Operação Naufrágio, que revelou esquema de venda de sentenças no Tribunal de Justiça do Espírito Santo.

## 2009
- 1 de janeiro: Entra em vigor o Acordo Ortográfico de 1990.
- 4 de março: Em uma disputa acirrada, o senador Fernando Collor, do PTB (Alagoas), vence a senadora Ideli Salvati, do PT (Santa Catarina), por 13 votos a 10 e é eleito presidente da Comissão de Infraestrutura do Senado.[34][35]
- 11 a 15 de março: Príncipe Charles e Duquesa da Cornuália visitam Brasília, Rio de Janeiro, Manaus e Santarém durante sua estrada de quatro dias.[36]
- 25 de abril: Duas pessoas que chegam ao país são hospitalizadas em São Paulo e tornam-se as primeiras suspeitas do caso de gripe suína no país.[37]
- 7 de maio: São confirmados os primeiros quatro casos de gripe suína no país pelo Ministério da Saúde. O Brasil torna-se o segundo país da América do Sul a confirmar um caso de gripe suína, depois a Colômbia.[38]
- 1 de junho: O voo Air France 447 com 228 pessoas a bordo desaparece sobre o Oceano Atlântico numa viagem do Rio de Janeiro para Paris.
- 26 de junho: Militares brasileiros anunciam o fim das buscas por vítimas do voo Air France 447.
- 27 de junho: A primeira morte suspeita por gripe suína é anunciada, no estado do Rio Grande do Sul.[39]
- 29 de junho: A primeira morte por gripe suína do país é confirmada no estado do Rio Grande do Sul pelo Ministério da Saúde.[40]
- 7 de agosto: A lei antifumo entra em vigor em todo o estado de São Paulo.
- 2 de outubro: O Rio de Janeiro é escolhida a sede dos XXXI Jogos Olímpicos de Verão e dos XV Jogos Paraolímpicos de Verão, ambas realizadas no ano de 2016.
- 10 de novembro: O apagão atinge 18 estados brasileiros e o Paraguai na noite, devido a um curto-circuito em três linhas de transmissão que recebem a energia produzida pela Usina Hidrelétrica de Itaipu.

## Década de 2010
Para cronologias dos eventos após a década de 2010, ver artigo respectivo de cada ano.
- 2010: ver 2010 no Brasil
- 2011: ver 2011 no Brasil
- 2012: ver 2012 no Brasil
- 2013: ver 2013 no Brasil
- 2014: ver 2014 no Brasil
- 2015: ver 2015 no Brasil
- 2016: ver 2016 no Brasil
- 2017: ver 2017 no Brasil
- 2018: ver 2018 no Brasil
- 2019: ver 2019 no Brasil
- 2020: ver 2020 no Brasil

## Década de 2020
Para cronologias dos eventos após a década de 2020, ver artigos respectivos de cada ano.
- 2021: ver 2021 no Brasil
- 2022: ver 2022 no Brasil
- 2023: ver 2023 no Brasil
- 2024: ver 2024 no Brasil
- 2025: ver 2025 no Brasil